# 贝格豪森 (奥地利)
贝格豪森是奥地利施蒂利亚州莱布尼茨县的一个市镇。总面积5.63平方公里，总人口648人，人口密度115.1人/平方公里（2005年）。